# Portuguesa (rzeka)
Portuguesa – rzeka w Ameryce Południowej w północno-zachodniej Wenezueli o długości 600 km. Rzeka wypływa z gór Cordillera de Mérida, a uchodzi do rzeki Apure.
Główne dopływy Portuguesay są rzeki: Guanare, Pao, Cojedes. Rzeka w dolnym i środkowym biegu meandruje. Portuguesa jest rzeką żeglowną.